# Thisted Museum
Thisted Museum er et kulturhistorisk museum i Thisted, der blev grundlagt i 1905. Museet har kulturhistoriske udstillinger, der dækker historien lige fra stenalderen til det 21. århundrede, samt skiftende særudstillinger.
Museet var tidligere indrettet i en privatbolig, opført i 1924, men fra juni 2020 startede en ombygning, og museet genåbnede i 2023 i nyrenoverede bygninger på den anden side af gaden. I den gule villa i Jernbanegade findes museets administration.
Museum Thy fusionerede med Museumscenter Hanstholm i 2018.
- Jernbanegade 4
- Mindesten overfor museet